# Hakeem Kae-Kazim
Hakzeem Kae-Kazim (Lagos (Nigeria), 1 oktober 1962) is een Nigeriaanse/Britse acteur en filmproducent.

## Biografie
Kae-Kazim werd geboren in Lagos (Nigeria) en emigreerde op eenjarige leeftijd met zijn familie naar Engeland. Hij heeft het acteren geleerd aan de Bristol Old Vic Theatre School in Bristol en hierna werd hij uitgenodigd om deel te nemen aan de Royal Shakespeare Company in Londen. Kae-Kazim verhuisde op vijfentwintigjarige leeftijd naar Zuid-Afrika.

## Filmografie

### Films
Selectie:
- 2021 Godzilla vs. Kong - als admiraal Wilcox
- 2009 X-Men Origins: Wolverine – als Afrikaanse zakenman
- 2008 24: Redemption – als kolonel Iké Dubaku
- 2007 Pirates of the Caribbean: At World's End – als kapitein Jocard
- 2006 The Librarian: Return to King Solomon's Mines – als Jomo
- 2006 The Front Line – als Erasmus
- 2004 Hotel Rwanda – als George Rutaganda

### Televisieseries
Uitgezonderd eenmalige gastrollen.
- 2024 Guardians - als verteller - 6 afl.
- 2022 Dangerous Liaisons - als Majordome - 6 afl.
- 2021 Intergalactic - als Yann Harper - 4 afl.
- 2020-2021 The Watch - als kapitein John Keel - 2 afl.
- 2020 Silent Witness - als Adam Henrikssen - 2 afl.
- 2019 Deep State - als Joseph Damba - 4 afl.
- 2017-2019 Dynasty - als Cecil Colby - 6 afl.
- 2017-2018 MacGyver - als - 2 afl.
- 2017-2018 Dragons: Race to the Edge - als Krogan / Drago (stemmen) - 16 afl.
- 2018 Troy: Fall of a City - als Zeus - 7 afl.
- 2016 Vixen - als Benatu Eshu
- 2014-2016 Black Sails – als mr. Scott – 23 afl.
- 2015 Dominion - als de profeet - 4 afl.
- 2012 Strike Back – als Sulaimani - 2 afl.
- 2011 NCIS: Los Angeles – als Abdul Habassa – 2 afl.
- 2009 24 – als kolonel Iké Dubaku – 9 afl.
- 2005 The Triangle – als Saunders – 3 afl.
- 1997 Trial & Rebribution – als D.C. Cranham – 2 afl.
- 1994 Grange Hill – als mr. Manyeke – 11 afl.

### Computerspellen
- 2020 Beyond Blue - als André
- 2018 World of Warcraft: Battle for Azeroth - als stem
- 2016 Lego Star Wars: The Force Awakens - als Athgar Heece
- 2012 Unit 13 – als Ringo
- 2011 Saints Row: The Third – als stemmen
- 2011 Call of Duty: Modern Warfare 3 – als stem
- 2010 Final Fantasy XIV – als Engelse stem
- 2010 Halo: Reach – als Jorge
- 2009 The Saboteur – als Mingo
- 2009 Halo 3: ODST – als dr. Endesha
- 2008 The Bourne Conspiracy – als stem
- 2007 The Golden Compass – als Nicholas / Samoyed
- 2007 Pirates of the Caribbean: At World's End – als Jocard
- 2006 Guild Wars Nightfall – als Djinn

### Filmproducent
- 2023 Mugabe - film
- 2020 Cracka - film
- 2019 Comatose - film
- 2017 Bypass - film
- 2012 Black November – film
- 2011 Man on Ground – film
- 2011 Black Gold – film
- 2005 Coming to South Africa 2 – film
- 2004 Coming to South Africa – film
- 2003 God Is African – film

- Gemeinsame Normdatei: 1061928950
- International Standard Name Identifier: 0000 0000 5023 7664
- Library of Congress Control Number: nr97043388
- Virtual International Authority File: 78688060
- WorldCat: E39PBJhxmBrDg9wyTPpXDRjpyd